# 美國陸軍人力暨後備事務助理部長
美國陸軍人力暨後備事務助理部長（英語：Assistant Secretary of the Army (Manpower and Reserve Affairs)）是美国陆军的文職官員。
美國法典第10卷條文規定應設立五名美國陸軍助理部長，依法經由美国参议院同意美国总统的人事提名而任命。人力暨後備事務助理部長為五名陸軍助理部長之一，專門監督陸軍部的人力與後備相關事務。根據美國陸軍一般命令第三號，其負責監督人力與後備事務相關的美國陸軍戰略、方針、計劃以及執行工作，而人力與後備事務包含招募兵員、待命與動員、美國陸軍的文職官員與軍職人力、醫療與健康事務、家庭與士氣、福利暨娛樂事務、複審士兵戰績、軍力結構方針、人力分析、美國陸軍的公平就業機會計劃以及後備事務的爭議事件。
美國陸軍人力暨後備事務室的歷史可以追溯至1950年，時任陸軍部長高登·格雷決定統一化美國陸軍人力與後備的相關議題，將文職官員、軍方與後備動員的人事管理事務統合為一，在朝鲜战争期間證明了美國陸軍人力事務是一項重大問題，人力與後備事務主官隨即提昇到助理部長級別。人力後備室在1961年廢止解散後，原先的事務與相關工作全部轉移到美國陸軍部次長手下，但是在1968年，人力暨後備事務室又依美國法典而重新建立。

## 部長列表
| 照片            | 姓名                 | 就任時間       | 卸任時間      | 任命之總統            | 任內之陸軍部長     |
| --------------- | -------------------- | -------------- | ------------- | --------------------- | ------------------ |
|                 | 威廉·K·布瑞姆        | 1968年         | 1969年        | 林登·约翰逊           | 史丹利·羅傑斯·瑞索 |
|                 | 唐納·G·布洛茲曼      | 1975年         | 1977年        | 杰拉尔德·福特         | 馬丁·理查·霍夫曼   |
|                 | 哈利·華特斯          | 1981年         | 1983年        | 罗纳德·里根           | 小約翰·歐索·瑪西   |
|                 | 戴伯特·史波拉克      | 1983年         | 1989年        | 罗纳德·里根           | 小約翰·歐索·瑪西   |
|                 | G·金·溫卡普          | 1989年         | 1992年        | 乔治·赫伯特·沃克·布什 | 麥克·P·W·史東      |
|                 | 勞勃·S·西伯曼        | 1992年         | 1993年        | 乔治·赫伯特·沃克·布什 | 麥克·P·W·史東      |
|                 | 莎拉·E·利斯特        | 1994年         | 1997年11月    | 比尔·克林顿           | 小多哥·D·偉斯特    |
|                 | 派崔克·T·亨利        | 1998年         | 2001年        | 比尔·克林顿           | 路易斯·卡德拉      |
|                 | 瑞吉諾·J·布朗        | 2001年8月      | 2005年1月     | 乔治·沃克·布什        | 湯瑪斯·E·懷特      |
| 法蘭西斯·J·哈維 | 瑞吉諾·J·布朗        | 2001年8月      | 2005年1月     | 乔治·沃克·布什        |                    |
|                 | 隆納·J·詹姆斯        | 2006年10月     | 2009年        | 乔治·沃克·布什        | 法蘭西斯·J·哈維    |
| 彼得·傑倫       | 隆納·J·詹姆斯        | 2006年10月     | 2009年        | 乔治·沃克·布什        |                    |
|                 | 湯瑪斯·R·拉蒙        | 2009年6月26日  | 2014年10月1日 | 贝拉克·奥巴马         | 彼得·傑倫          |
| 約翰·M·麥休     | 湯瑪斯·R·拉蒙        | 2009年6月26日  | 2014年10月1日 | 贝拉克·奥巴马         |                    |
|                 | 戴博拉·瓦達          | 2014年10月2日  | 2017年1月20日 | 贝拉克·奥巴马         | 約翰·M·麥休        |
| 埃里克·范寧     | 戴博拉·瓦達          | 2014年10月2日  | 2017年1月20日 | 贝拉克·奥巴马         |                    |
|                 | 凱西·瓦丁斯基        | 2019年1月16日  | 2021年1月20日 | 唐納·川普             | 馬克·艾斯柏        |
|                 | 艾格尼絲·蓋勒本·謝弗 | 2022年12月23日 | 現任          | 乔·拜登               | 克莉絲汀·沃穆思    |